# Reinhold Bechstein

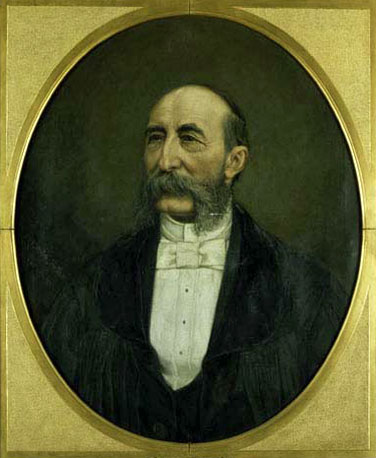
Reinhold Bechstein, Porträt von Margarete Loewe (1895)

Reinhold Ludwig Bernhard Matthäus Bechstein (* 12. Oktober 1833 in Meiningen; † 5. Oktober 1894 in Rostock) war ein deutscher Germanist, Philologe und Hochschullehrer.

## Leben
Reinhold Bechstein, Sohn des Schriftstellers und Leiters der Meininger Herzoglichen Bibliothek Ludwig Bechstein, wurde am 12. Oktober 1833 in Meiningen geboren. Ab 1854 studierte er an der Universität Leipzig, die folgenden zwei Jahre an der Universität München, 1856 und 1857 an der Universität Jena und anschließend noch an jener in Berlin Philologie und Linguistik. An der vorletzt genannten Universität verlieh man ihm im November 1858 die Würde eines Doktors. Bereits im Juni desselben Jahres hatte man ihn am Germanischen Museum in Nürnberg als Gehilfen eingestellt. Im Folgejahr kehrte er in seine Heimatstadt zurück und unterstützte seinen mittlerweile erkrankten Vater in der Bibliothek.
Als der Vater 1860 verstarb, führte Bechstein die Leitung der Bibliothek fort. Eine Forschungsreise führte ihn durch Göttingen, Hamburg und Wolfenbüttel, und gegen Mitte des Jahres 1861 zog er nach Leipzig um. Seit Februar 1866 lehrte er an der Universität Jena Philologie, 1869 beförderte man ihn zum außerordentlichen Professor. Bereits 1871 wechselte er zur Universität Rostock, wo er bis zu seinem Tode am 5. Oktober 1894 unterrichtete.
Bechstein hatte sich an der Allgemeinen Deutschen Biographie mit sechs Artikeln beteiligt.

## Werke
- Die Aussprache des Mittelhochdeutschen (1858).
- Altdeutsche Märchen, Sagen und Legenden (1863)
- Aus dem Kalendertagebuch des Wittenberger Magisters und Marburger Professors Victorin Schönfeld 1875
- Tristan und Isolt in deutschen Dichtungen der Neuzeit (1876)
- Die Alterthümlichkeiten in unsrer heutigen Schriftsprache (1878)
- Das höfische Epos (1881).
- Ludwig Bechstein in seinem wissenschaftlichen Wirken (1882).
- Die deutsche Druckschrift und ihr Verhältnis zum Kunststil alter und neuer Zeit (1884).